# Leif Mortensen (ciclista)
Leif Mortensen (Frederiksberg, 5 maggio 1946) è un ex ciclista su strada danese.
Professionista dal 1970 al 1975, fu campione del mondo dilettante nel 1969 e vicecampione del mondo nel 1970 fra i professionisti; raccolse in totale una decina di vittorie da professionista fra cui il Trofeo Baracchi nel 1971 in coppia con Luis Ocaña.

## Carriera
Ottenne la maggior parte dei suoi risultati nelle prove a cronometro.
Nel 1968 fu medaglia d'argento ai Giochi olimpici estivi nella prova in linea e nel 1969 si aggiudicò la maglia iridata della categoria dilettanti battendo il belga Jean-Pierre Monseré. L'anno successivo, ai campionati del mondo di Leicester, i due corridori appena passati professionisti, si ritrovarono a battagliare per la maglia iridata ma, questa volta, fu il belga a spuntarla su Mortensen invertendo così il risultato di un anno prima.
Sempre nel 1970 fu secondo nel Trofeo Baracchi e nel Grand Prix de Fourmies, terzo nella Genova-Nizza e quarto nel Grand Prix des Nations allora considerato una sorta di mondiale per cronoman; fu anche decimo nella Parigi-Tours. Nel 1971 vinse il Trofeo Baracchi, in coppia con il campione spagnolo Luis Ocaña, stabilendo il record della competizione con una media di 48,706 km/h, fu poi terzo nel Grand Prix de Nations, quarto nella Gand-Wevelgem e sesto ai mondiali. Nelle corse a tappe fu terzo nel Tour de Luxembourg e sesto nel Tour de France, suo miglior risultato in un grande giro.
Nel 1972 fu settimo ai mondiali, secondo al Grand Prix de Fourmies e sesto alla Liegi-Bastogne-Liegi; nelle corse a tappe chiuse al dodicesimo posto il Tour de France, al sesto la Parigi-Nizza e vinse due tappe alla Vuelta a Levante.
Nel 1973 chiuse al settimo posto alla Liegi-Bastogne-Liegi, fu terzo al Trofeo Laigueglia e al Gran Prix de Cannes, quinto alla Parigi-Nizza, dove vinse la quinta tappa, e vinse il Giro del Belgio per quella che fu l'unica sua affermazione in una classifica generale finale di una corsa.

## Palmarès
- 1969 (dilettanti)

Campionati del mondo, Prova in linea
Grand Prix de France (cronometro)
- 1971

Trofeo Baracchi (cronocoppie con Luis Ocaña)
4ª tappa, 2ª semitappa Setmana Catalana
- 1972

Prologo Vuelta a Levante
2ª tappa Vuelta a Levante
- 1973

Grand Prix Aix-en-Provence
5ª tappa Parigi-Nizza
5ª tappa, 2ª semitappa Giro del Belgio (cronometro)
Classifica generale Giro del Belgio

### Altri successi
- 1968

Campionati danesi, Cronosquadre (con Jørgen Emil Hansen, Bent Pedersen, Steen Holgaard)
- 1971

Criterium di Hellemmes
- 1972

Criterium di Le Quilio

## Piazzamenti

### Grandi Giri
- Tour de France

1971: 6º
1972: 12º
1973: 19º
1974: ritirato
Vuelta a España
1972 22º

### Classiche monumento
- Milano-Sanremo

1970: 83º
1972: 51º
1973: 16º
- Giro delle Fiandre

1971: 27º
1973: 22º
Parigi-Roubaix
1970: 33º
1971: 22º
1972: 17º
1973: 23º
- Liegi-Bastogne-Liegi

1971: 19º
1972: 6º
1973: 7º
- Giro di Lombardia

1970: 23º

### Competizioni mondiali
- Campionati del mondo

Heerlen 1967 - Cronosquadre Dilettanti: 2º
Brno 1969 - In linea Dilettanti: Vincitore
Brno 1969 - Cronosquadre Dilettanti: 2º
Leicester 1970 - In linea: 2º
Mendrisio 1971 - In linea: 6º
Gap 1972 - In linea: 7º
Barcellona 1973 - In linea: 17º
- Giochi olimpici

Città del Messico 1968 - Cronosquadre: 4º
Città del Messico 1968 - In linea: 2º